# Ludwig Hettling
Ludwig Hettling (* 9. Oktober 1938 in Bremen; † 14. September 2007) war ein deutscher Politiker  (SPD und Arbeit für Bremen und Bremerhaven). 

## Biografie

### Ausbildung und Beruf
Hettling besuchte die Volksschule. Anschließend absolvierte er eine Ausbildung zum Klempner und Installateur und war in seinem erlernten Beruf sowie als Kupferschmied und Rohrschlosser tätig. Er war zeitweise auch Betriebsratsmitglied und Betriebsratsvorsitzender. Von 1966 bis 1970 absolvierte er eine Aus- und Weiterbildung zum Refa-Fachmann.
Er war von 1966 bis 1972 als Klempner im Flugzeugbau bei der Fa. VFW in Bremen tätig. Nach seiner Weiterbildung wurde er Arbeitsvorbereitung, dann technischer Planer und nach weiteren Weiterbildungen technischer Betriebswirt und Kostenplaner in der Werksplanung. Von 1971 bis 1972 erfolgte seine Ausbildung zum technischen Betriebswirt auf Abend- und Wochenendlehrgängen. Von etwa 1972 bis 1983 war er freigestellter Betriebsratsvorsitzender und Sprecher bzw. Mitglied des Wirtschaftsausschusses des Gesamtbetriebsrates bei der Firma MBB, früher Vereinigte Flugtechnische Werke (VFW). Von 1978 bis 1982 war er als Arbeitnehmervertreter im Aufsichtsrat der MBB. 
Von 1987 bis 1991 war Hettling Hauptabteilungsleiter im Einkauf bei der Deutschen Airbus GmbH in Bremen. Seit 1991 war er Selbständiger mit einer Agentur für Schiffsbeteiligungen und für P & R - Containerleasingfonds.
Hettling war verheiratet und hatte ein Kind.

### Politik
Hettling war von 1966 bis 1995 Mitglied der SPD. Er rückte am 15. November 1983 für den ausgeschiedenen Abgeordneten Claus Grobecker in den Deutschen Bundestag nach und blieb dort bis 1987, bis zum Ende der Wahlperiode, Mitglied des Bundestages. Hier war er Mitglied des Verkehrsausschusses und stellvertretendes Mitglied im Ausschuss für Forschung und Technologie. Er war für die SPD Mitglied der Bremischen Bürgerschaft vom 1. November 1982 bis zum 12. Oktober 1983 und vom 13. Oktober 1987 bis 12. Oktober 1991. 
Seit dem 8. Februar 1995 war er Mitglied der Wählergemeinschaft Arbeit für Bremen und Bremerhaven (AFB). Vom 8. Juni 1995 bis zum 7. Juni 1999 war Hettling für die AFB erneut Mitglied in der Bremischen Bürgerschaft. Er war in den Ausschüssen Häfen, Bremer Kommunikationstechnik, Verfassungs- und Parlamentsreform, Landesbeirat für Sport und im Untersuchungsausschuss „Bremer Vulkan“ sowie in den Deputationen für Häfen bzw. für Wirtschaft und Häfen vertreten.

### Weitere Aktivitäten
Hettling war seit 1961 Mitglied der IG Metall. Von 1977 bis 1983 wirkte er als ehrenamtlicher Arbeitsrichter beim Arbeitsgericht Bremen.